# 高黎贡柯
高黎贡柯（学名：Lithocarpus gaoligongensis）为壳斗科柯属下的一个种。

## 扩展阅读
- 維基物種上的相關：高黎贡柯